# Stephen Morgan

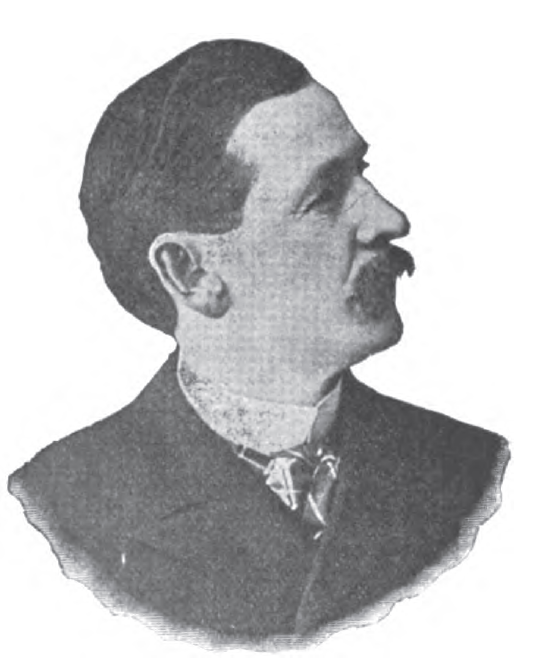
Stephen Morgan

Stephen Morgan (* 25. Januar 1854 im Jackson County, Ohio; † 9. Februar 1928 in Magnetic Springs, Ohio) war ein US-amerikanischer Politiker. Zwischen 1899 und 1905 vertrat er den Bundesstaat Ohio im US-Repräsentantenhaus.

## Leben
Stephen Morgan besuchte die öffentlichen Schulen seiner Heimat, das Central College in Worthington und die Normal University in Lebanon. Danach begann er eine lange Laufbahn im Schuldienst. Zunächst war er einige Jahre lang im Jackson County als Lehrer tätig. Danach fungierte er neun Jahre als Schulrevisor. Anschließend leitete er 15 Jahre lang als Principal die Oak Hill Academy. Politisch schloss er sich der Republikanischen Partei an.
Bei den Kongresswahlen des Jahres 1898 wurde Morgan im zehnten Wahlbezirk von Ohio in das US-Repräsentantenhaus in Washington, D.C. gewählt, wo er am 4. März 1899 die Nachfolge von Lucien J. Fenton antrat. Nach zwei Wiederwahlen konnte er bis zum 3. März 1905 drei Legislaturperioden im Kongress absolvieren. Im Jahr 1904 wurde er nicht bestätigt. Nach seiner Zeit im US-Repräsentantenhaus ließ sich Morgan in Columbus nieder. Gleichzeitig zog er sich aus der Öffentlichkeit zurück.